# Crocallis transcaucasica
Crocallis transcaucasica är en fjärilsart som beskrevs av Eugen Wehrli 1940. Crocallis transcaucasica ingår i släktet Crocallis och familjen mätare. Inga underarter finns listade i Catalogue of Life.